# عفنة كمثرية
العفنة الكمثرية (الاسم العلمي: Mucor piriformis) هو أحد مسببات الأمراض النباتية التي تسبب تعفنًا طريًا للعديد من الفواكه المعروفة، تحدث الإصابة بالفواكه، مثل التفاح والكمثرى، بعد الحصاد مُباشرة. يمكن أن تصيب هذهِ الفطريات أيضًا ثمار الحمضيات.

## خلفيّة
يمكن أن يسبب العفن الكمثري بعد حصاد الثِمّار في العديد من الفواكه والخضروات المخزنة في درجات حرارة منخفضة.